# 679
Cette page concerne l'année 679  du calendrier julien. Pour l'année 679 av. J.-C., voir 679 av. J.-C.
L'année 679 est une année commune qui commence un samedi.

## Événements
- 23 décembre : Dagobert II est assassiné[1]. Les Austrasiens ne tentent plus de se donner un nouveau roi. Pépin II de Herstal devient maire d’Austrasie (679-714).

- Les Khazars atteignent la mer Noire. Ils chassent devant eux les Bulgares qui s'établissent dans le delta du Danube[2]. Le basileus Constantin IV Pogonate monte alors une expédition combinée terrestre et navale contre les Bulgares en débarquant ses troupes dans le delta (679-680). L’armée byzantine est défaite et les Bulgares passent le Danube, dirigés par leur Khan Asparuch, déferlent sur la Mésie et prennent des ports de la mer Noire comme Odessos. Constantin IV leur cède ce territoire et leur paye tribut. Les Bulgares se mêlent aux Slaves dont ils adopteront la langue et leur fournissent un encadrement comme jadis les Avars[3].
- Création du thème de Thrace (679-680)[2].
- Assemblée de Duvno réunissant les provinces de Dalmatie en présence des envoyés du pape Agathon et de l’empereur byzantin Constantin IV : établissement de deux évêchés distincts pour les Croates et les Serbes[4].
- Pas d’évêque mentionné à Toulon de 679 à 879[5].